# 布滕博
布滕博（Butembo）是剛果民主共和國東北部北基伍省的一座城市，位於維龍加國家公園西緣，主要農產品有茶葉和咖啡，2019年人口統計共有154,621人，下轄Bulengera、Kimemi、Mususa與Vutamba等四個小區（communes）。
布滕博的居民有超過九成為南德族，過去多以農牧為業，自1980年代起許多人開始投入跨國貿易。布滕博是北基伍省局勢相對穩定的區域，2004年，當地曾發起將北基伍省首府從戈馬遷至此的請願活動，但因基礎建設缺乏而被否決。

## 歷史

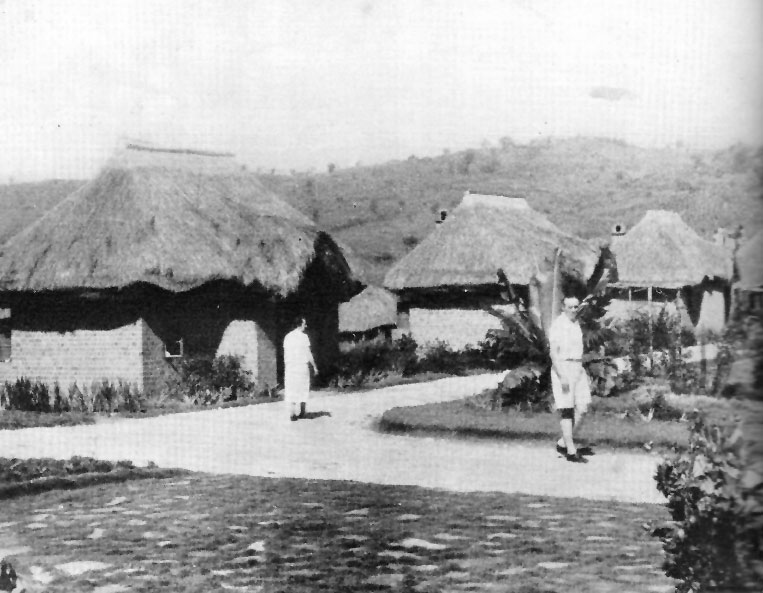
1942年布滕博的一間旅館

2018年8月，剛果爆發伊波拉病毒疫情，布滕博為受嚴重影響的疫區。當地有謠言指伊波拉病毒是前來協助防疫的醫護人員所傳入，爆發多起針對治療中心的武裝襲擊，於2019年3月造成一名警員死亡，4月造成世界衛生組織派駐當地的一名流行病學家死亡，對此醫護人員上街遊行抗議，要求當地政府維護其人身安全，否則將集體罷工。

## 設施
布滕博是剛果民主共和國空軍第二整合旅的駐地。另外1989年成立的格拉本天主教大學（UCG）與1979年成立的魯卡納信徒大學（UNILUK）亦位於此地。

## 圖集

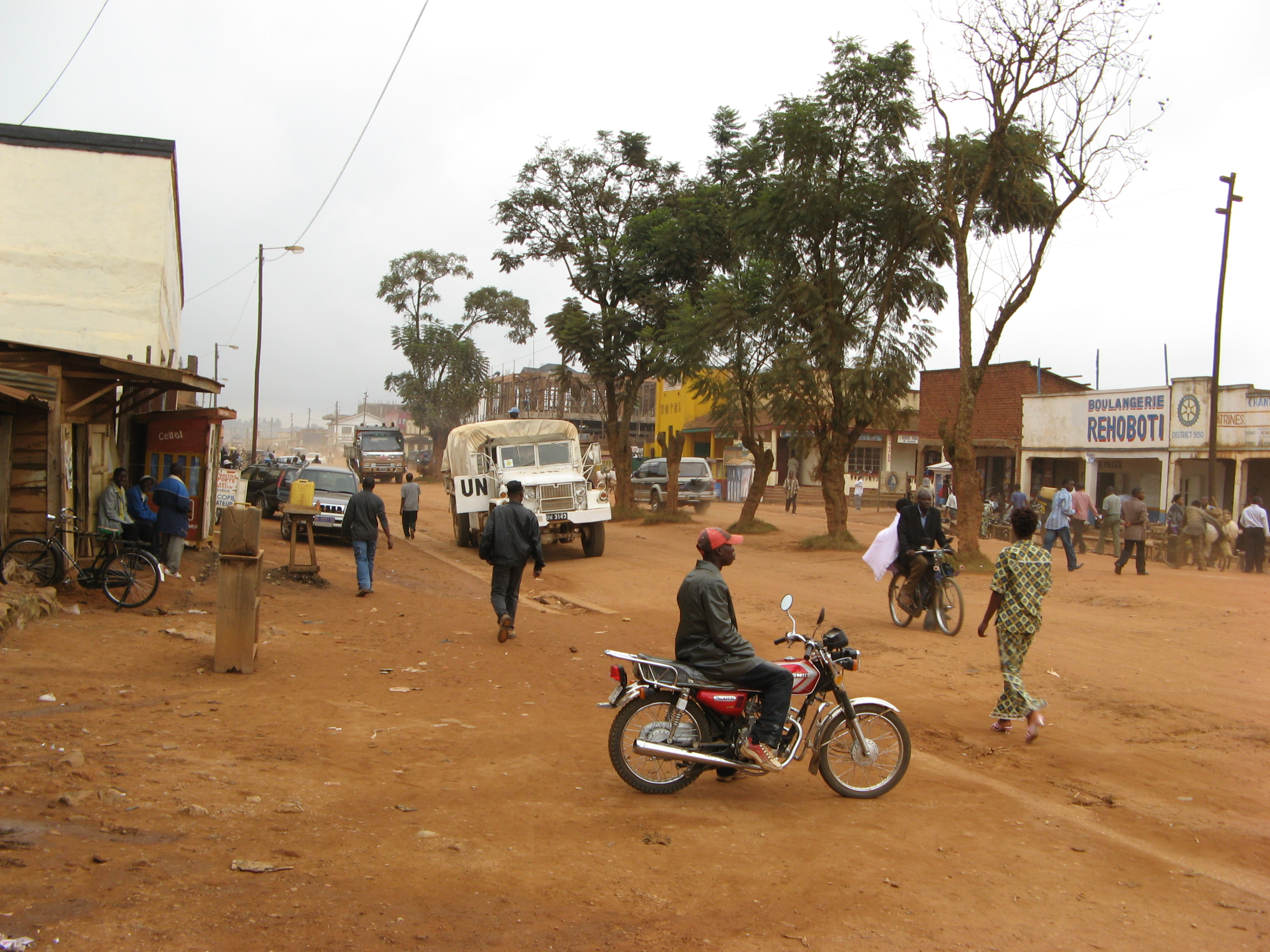
主要街道，攝於2007年
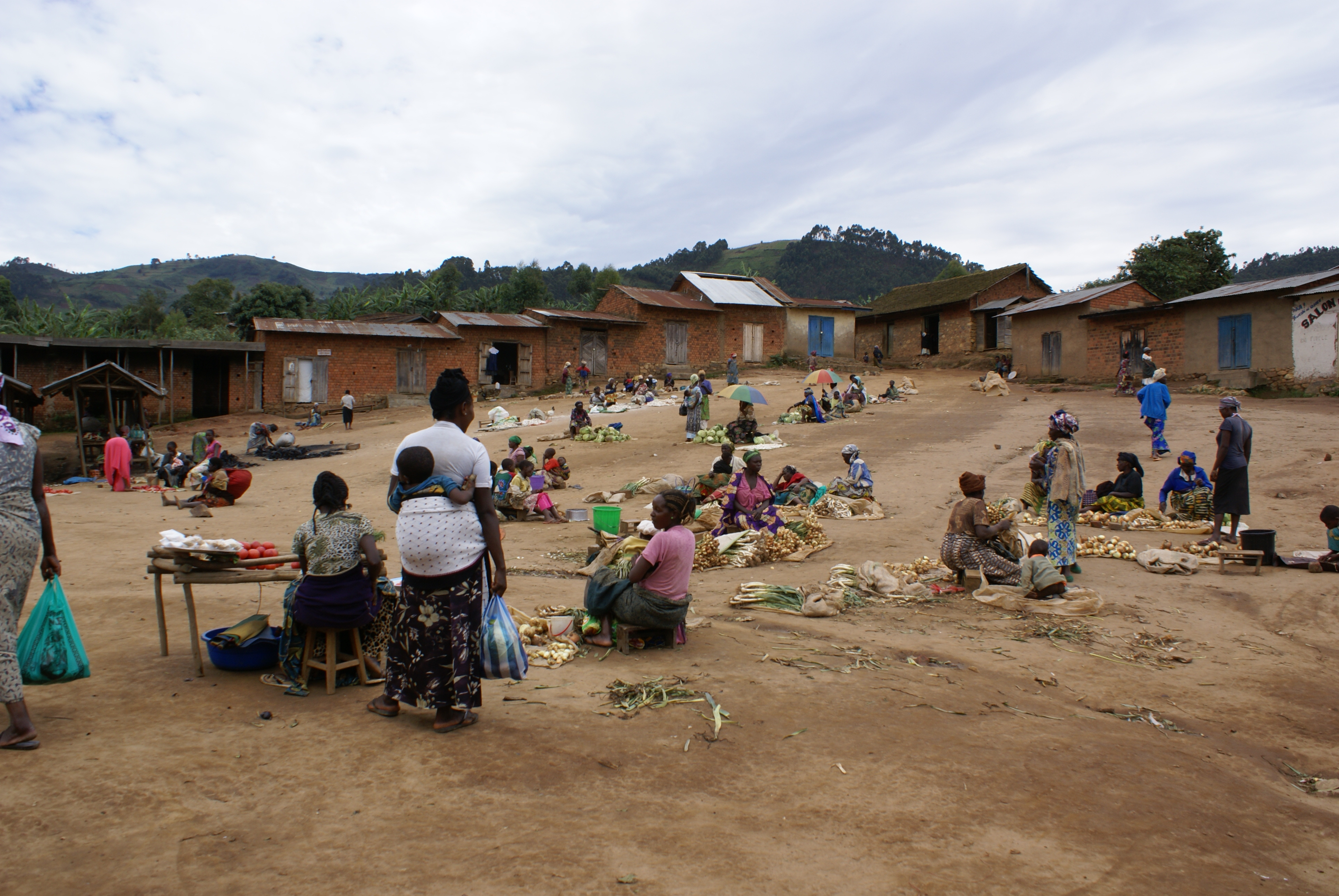
市集，攝於2017年
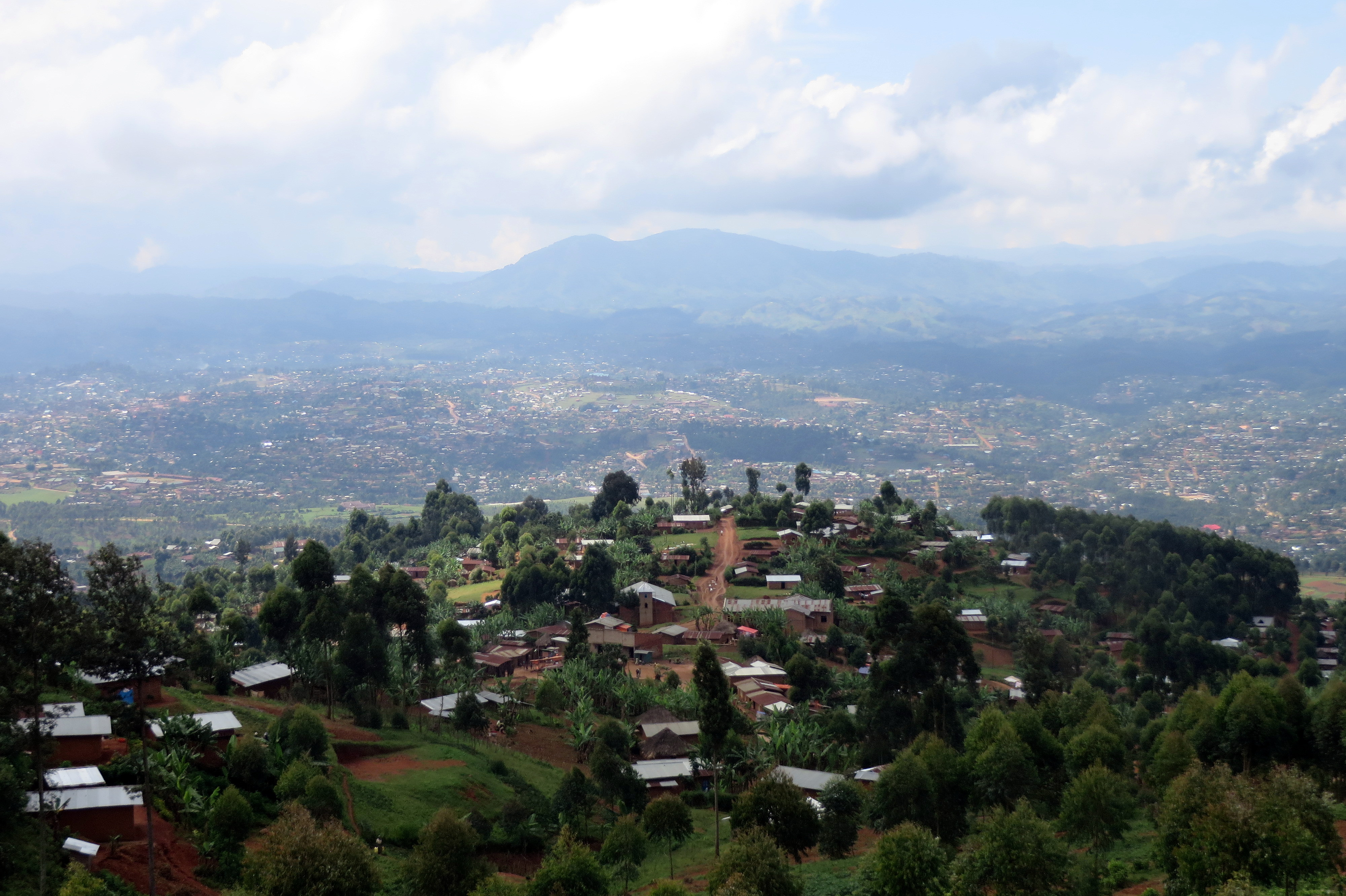
城鎮全景，攝於2014年